# Derby (Derbyshire)
Derby ['dɑrbi] ist eine Stadt am Fluss Derwent in der Grafschaft Derbyshire in den East Midlands von England.
Derby war der traditionelle Verwaltungssitz von Derbyshire. Dies ist nun jedoch Matlock. Seit April 1997 ist Derby verwaltungstechnisch selbständig und eine Unitary Authority.
Derby ist auch Sitz des Bischofs von Derby.

## Geschichte
Häufig wird angenommen, der Name Derby komme vom dänischen Deor-a-by (Dorf des Hirsches). Damit wäre Derby eine der wenigen englischen Städte, deren Name dänischen Ursprungs ist; ein anderes Beispiel ist York, dessen dänischer Name Jorvik war. Es gibt aber einige Hinweise, dass der Name vom römischen Namen der Siedlung Derventio stammt. Auf einigen älteren Karten ist Derby auch als Darby oder Darbey verzeichnet.
Jüngste archäologische Forschungen haben Beweise dafür geliefert, dass im Gebiet von Derby Wikinger und Angelsachsen nebeneinander in zwei Siedlungen am Fluss lebten. In der Angelsächsischen Chronik (ca. 900) heißt es, Derby werde vom Wasser geteilt. Die beiden Gebiete waren als Northworthy und Deoraby bekannt und lagen am Irongate auf der nördlichen Seite der Stadt.
Bereits 1160 hatte Derby durch den Münzmeister Walkelin und seine Frau Margaret Peveret eine gelehrte Jungenschule, später die Derby School, deren Nachfolger als private Schule (seit 1994) heute noch besteht.

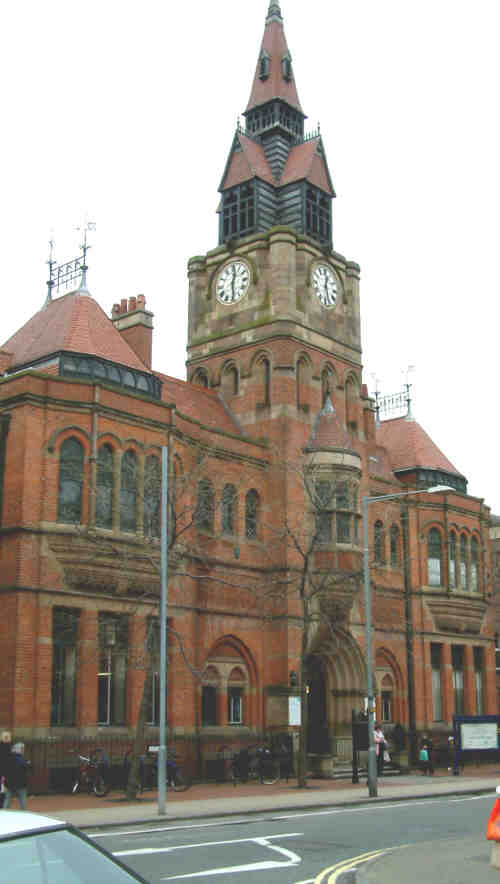
Gebäude des Stadtmuseums und der Bücherei, Derby

Derby erhielt 1977 den Status einer City durch Königin Elisabeth II. anlässlich ihres 25. Thronjubiläums. Davor war Derby eine der wenigen Städte, die eine Kathedrale haben und nicht City sind.
Während des englischen Bürgerkriegs (1642–1649) war Derby eine Garnisonsstadt der Truppen der Parlamentarier unter dem Kommando von Sir John Gell, der 1643 zum Gouverneur von Derby ernannt wurde. Diese Truppen nahmen an der Verteidigung von Nottingham, der Belagerung von Lichfield, der Schlacht von Hopton Heath und zahlreichen anderen Kampfhandlungen in Nottinghamshire, Staffordshire und Cheshire teil; ebenso an der erfolgreichen Verteidigung von Derbyshire gegen die königlichen Truppen.
Derby und Derbyshire waren Zentren der industriellen Revolution. 1717 wurde in Derby die erste wasserbetriebene Seidenspinnerei in Betrieb genommen, die von John Lombe und George Sorocold erbaut wurde. Lombe hatte zuvor das Verfahren der Seidengarnherstellung im italienischen Piemont entwendet (angeblich wurde er 1722 aus Rache von den Piemontesern vergiftet).
Weitere berühmte Personen, die im 18. Jahrhundert mit Derby in Verbindung standen, sind Samuel Johnson (Autor des English Dictionary), der Maler Joseph Wright of Derby, der Kartograph, Geodät, Kupferstecher und Ingenieur Peter Perez Burdett, der Baumeister und Architekt Joseph Pickford, der Uhrmacher und Philosoph John Whitehurst und Erasmus Darwin, Arzt, Wissenschaftler, Philosoph und Großvater von Charles Darwin.
Im Ersten Weltkrieg tötete ein deutscher Zeppelinangriff am 31. Januar 1916 5 Menschen. Während des Zweiten Weltkriegs bombardierte die Luftwaffe die Stadt, Ziel war vor allem ein Rolls-Royce-Werk. Noch im Juli 1942 wurden bei Luftangriffen zahlreiche Gebäude zerstört oder beschädigt und Zivilisten getötet.

## Sehenswürdigkeiten
- Derby Cathedral
- Derby Industrial Museum

## Sport
Derby war unter anderem einer der Austragungsorte der Cricket World Cups 1983 und 1999.
In den Assembly Rooms wurden als wichtige Ranglistenturniere im Snooker in 1982 die International Open, von 1985 bis 1993 die British Open sowie 1994 der Grand Prix ausgetragen.

## Städtepartnerschaften
- Osnabrück, Deutschland, seit 1976
- Toyota, Japan

Derby und Osnabrück in Deutschland sind seit dem 17. Februar 1976 offiziell Partnerstädte.
1948, nur drei Jahre nach dem Ende des Zweiten Weltkrieges, nahm die Osnabrücker Stadtspitze Kontakt zu den britischen Behörden auf. Ziel war, Brücken zur Verständigung mit den ehemaligen Gegnern zu bauen. Diese frühen Bemühungen verliefen ergebnislos und erst 1972 griff man in Osnabrück den Gedanken einer Partnerschaft mit einer britischen Stadt wieder auf.
Vier Jahre später wurde der Partnerschaftsvertrag im Osnabrücker Friedenssaal unterzeichnet. Seitdem tauschen die beiden Städte Städtebotschafter aus.
Diese Städtebotschafter üben ihr Amt für zwölf Monate in ihrer jeweiligen Partnerstadt aus. Die Aufgaben der Botschafter variieren. Zu den Aufgaben zählen unter anderem:
- Übersetzungen
- Vorträge an Schulen und für Gruppen aller Art
- Brieffreunde, Gastfamilien und Praktikumsplätze vermitteln
- Gruppen und Organisationen sowie Schulen bei Austauschen aller Art unterstützen
- Die Organisation einer Bürgerreise in die Partnerstadt

Der Austausch von Städtebotschaftern ist sehr unüblich. Keine andere Stadt in Deutschland schickt oder empfängt Städtebotschafter und im Vereinigten Königreich betreibt nur Wigan einen ähnlichen Austausch.

## Söhne und Töchter der Stadt
- John Cotton (1585–1652), anglikanischer Geistlicher und Theologe, puritanischer Auswanderer nach Boston
- Thomas Smith of Derby (um 1720–1767), Landschaftsmaler und Kupferstecher
- Joseph Wright of Derby (1734–1797), Maler
- John Raphael Smith (1751–1812), Maler, Zeichner und Verleger
- Herbert Spencer (1820–1903), Philosoph und Soziologe
- William de Wiveleslie Abney (1843–1920), Chemiker und Fotograf
- Walter Weston (1861–1940), Missionar
- Sir Frederick Henry Royce (1863–1933), Unternehmer, Mitbegründer von Rolls-Royce
- Jack Robinson (1870–1931), Fußballspieler
- Billy Pett (1873–1954), Radrennfahrer
- John Valentine Wistar Shaw (1894–1982), Kolonialbeamter
- Charles Peaker (1899–1978), Organist, Chorleiter und Musikpädagoge
- David Bamberg (1904–1974), englisch-US-amerikanischer Zauberkünstler Fu Manchu
- Allan Coxon (1909–2001), Klassischer Philologe und Philosophiehistoriker
- Ronald Binge (1910–1979), Komponist
- Eric Malpass (1910–1996), Schriftsteller
- Reg Parnell (1911–1964), Formel-1-Rennfahrer
- Don Scott (1928–2013), Boxer
- Kitty Grime (1930–2007), Jazzsängerin und Journalistin
- Tim Parnell (1932–2017), Automobilrennfahrer und Rennstallbesitzer
- Campbell Burnap (1939–2008), Jazzmusiker
- Tony Hateley (1941–2014), Fußballspieler
- Mary Green (1943–2022), Sprinterin
- Kevin Coyne (1944–2004), Rockmusiker, Maler und Autor
- Eric Stone (* 1946), Radrennfahrer
- John Wetton (1949–2017), Rockmusiker
- Sue Gibson (1952–2016), Kamerafrau
- Stephen Gregory (* 1952), Autor von Horror-Romanen
- Peter Ward (* 1955), Fußballspieler
- Mark Hateley (* 1961), Fußballspieler
- Maximilian Sciandri (* 1967), Radrennfahrer
- Rufus Brevett (* 1969), Fußballspieler
- Phil Robson (* 1970), Jazzmusiker
- Andy Todd (* 1974), Fußballspieler
- Ben Pridmore (* 1976), Gedächtnissportler
- Stuart Moseley (* 1977), Autorennfahrer
- David Gilbert (* 1981), Snookerspieler
- Lee Camp (* 1984), Fußballspieler
- Keiran Lee (* 1984), Pornodarsteller
- Nikki Brammeier (* 1986), Radrennfahrerin
- Ukweli Roach (* 1986), Schauspieler
- Michael Socha (* 1987), Schauspieler
- Jack O’Connell (* 1990), Schauspieler
- Lauren Socha (* 1990), Schauspielerin
- Thomas Bishop (* 1991), Duathlet und Triathlet
- Ben Connor (* 1992), Leichtathlet
- Millie Tomlinson (* 1992), Squashspielerin
- Jamaal Lascelles (* 1993), Fußballspieler
- Sandy Ryan (* 1993), Boxerin
- Anna Toman (* 1993), Hockeyspielerin
- Ben Osborn (* 1994), Fußballspieler
- Ian Harkes (* 1995), US-amerikanischer Fußballspieler
- Jessica Turner (* 1995), Hürdenläuferin
- Stephy Mavididi (* 1998), Fußballspieler
- Jay Clarke (* 1998), Tennisspieler
- Hugo Milner (* 1998), Leichtathlet und Triathlet
- Emil Bohinen (* 1999), Fußballspieler
- Sarah Glenn (* 1999), Cricketspielerin
- Markus Poom (* 1999), estnischer Fußballspieler
- Shawna Pendry (* 2002), Biathletin
- Joshua Giddings (* 2003), Radsportler

LostAlone
- Steven Battelle, Sänger und Gitarrist (LostAlone)
- Mark Gibson, Drummer (LostAlone)
- Tom Kitchen, Bassist (LostAlone)

## Bildergalerie

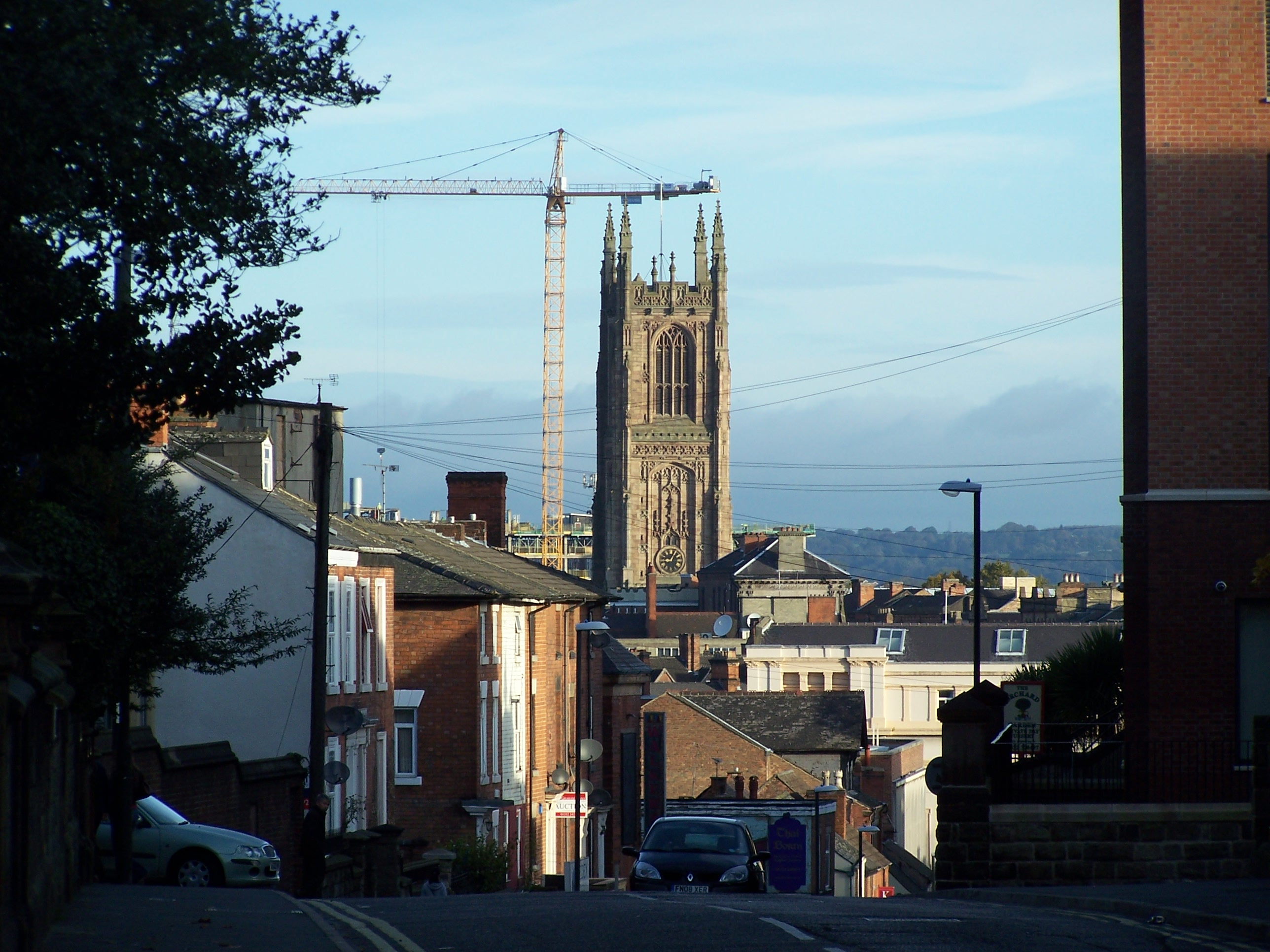
Die Kathedrale
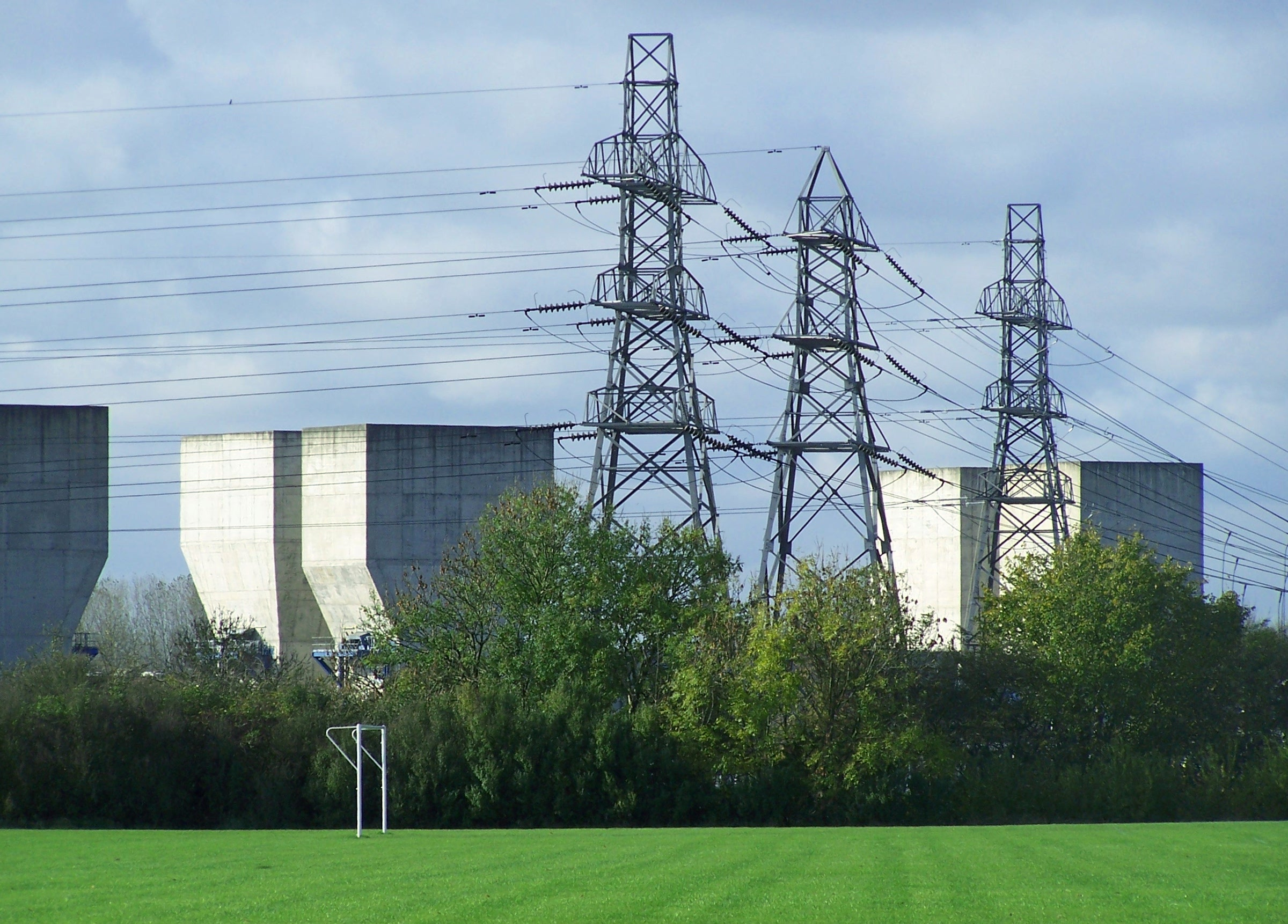
Rolls-Royce Werke
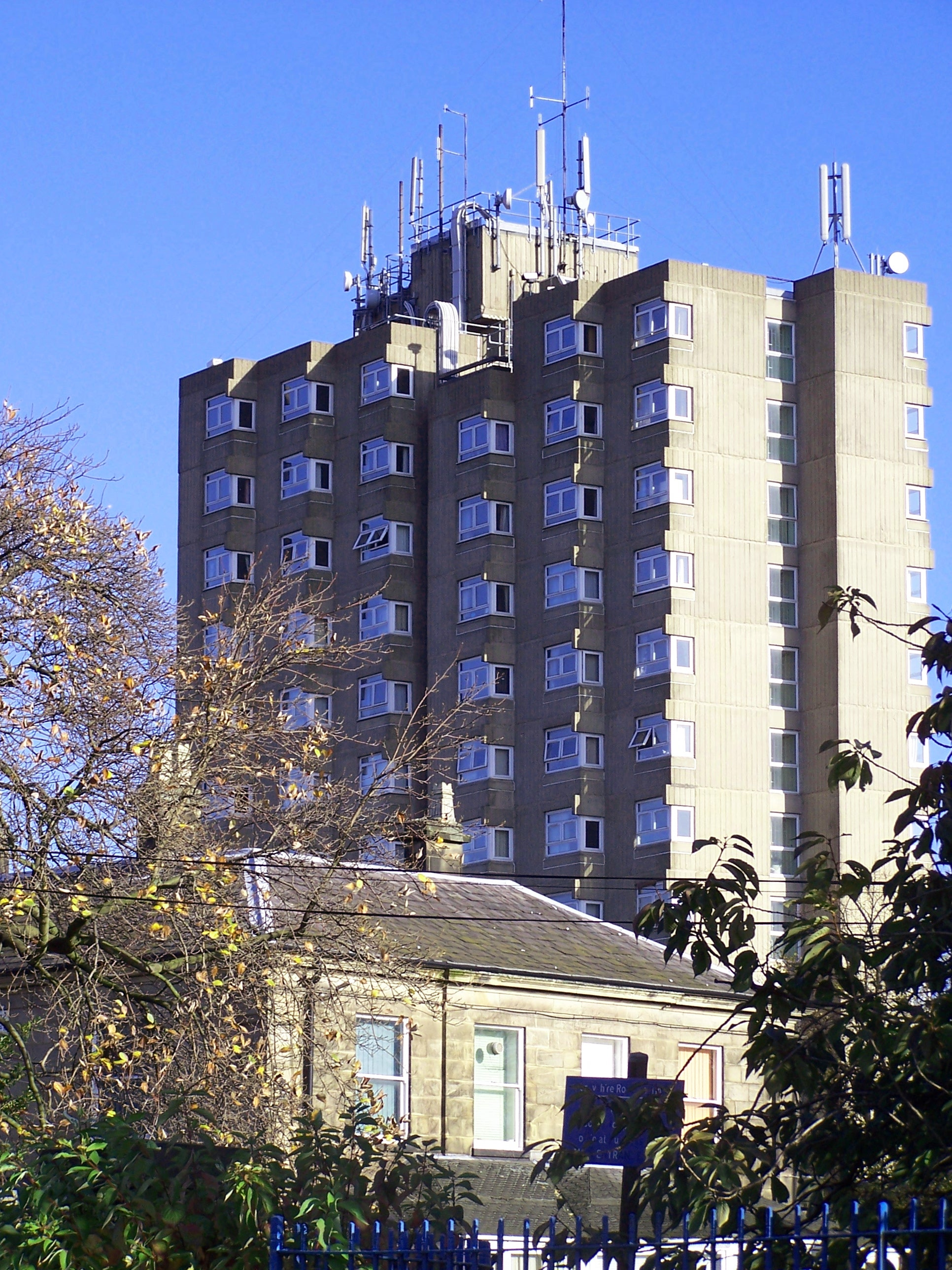
Nurses’ Home
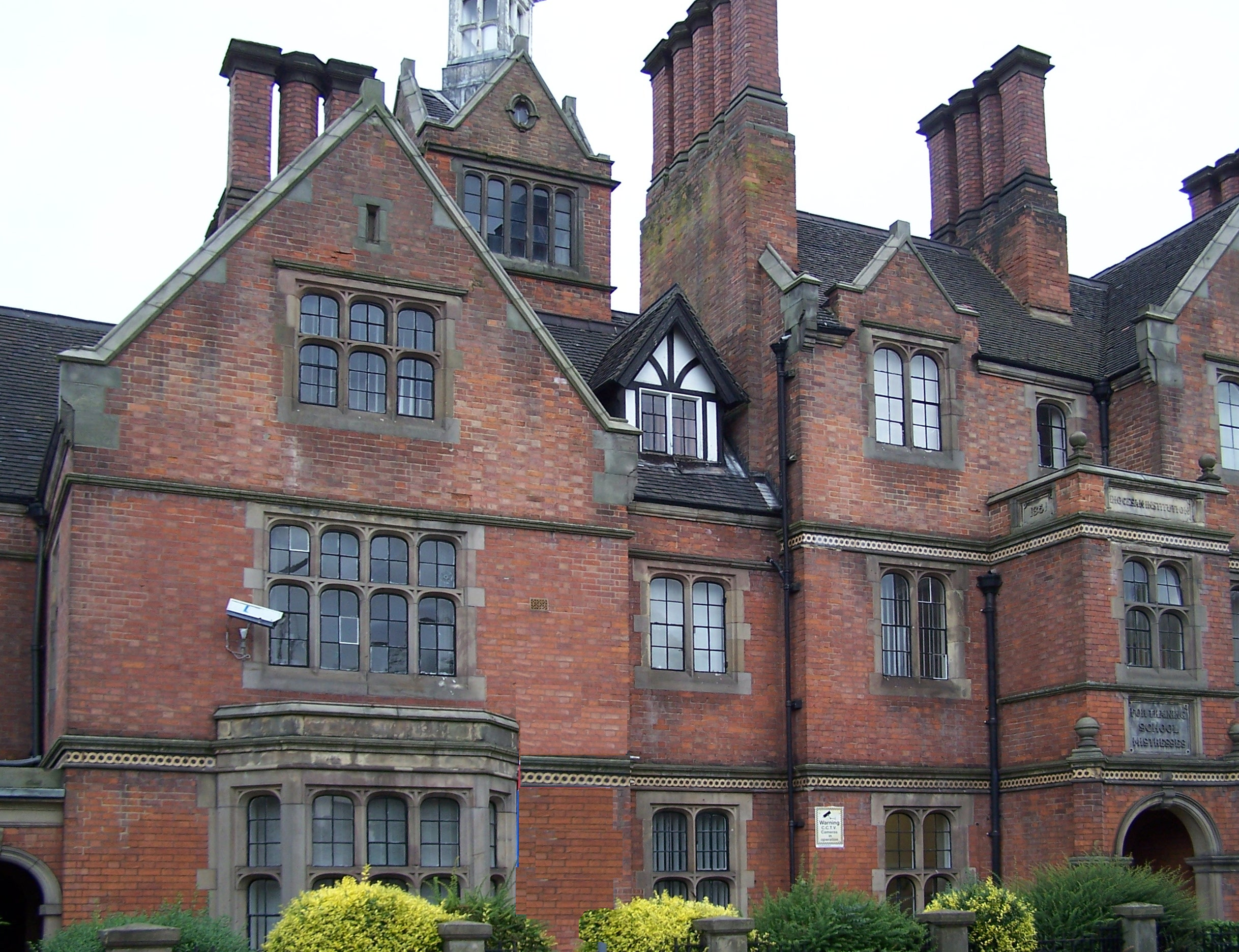
Old College
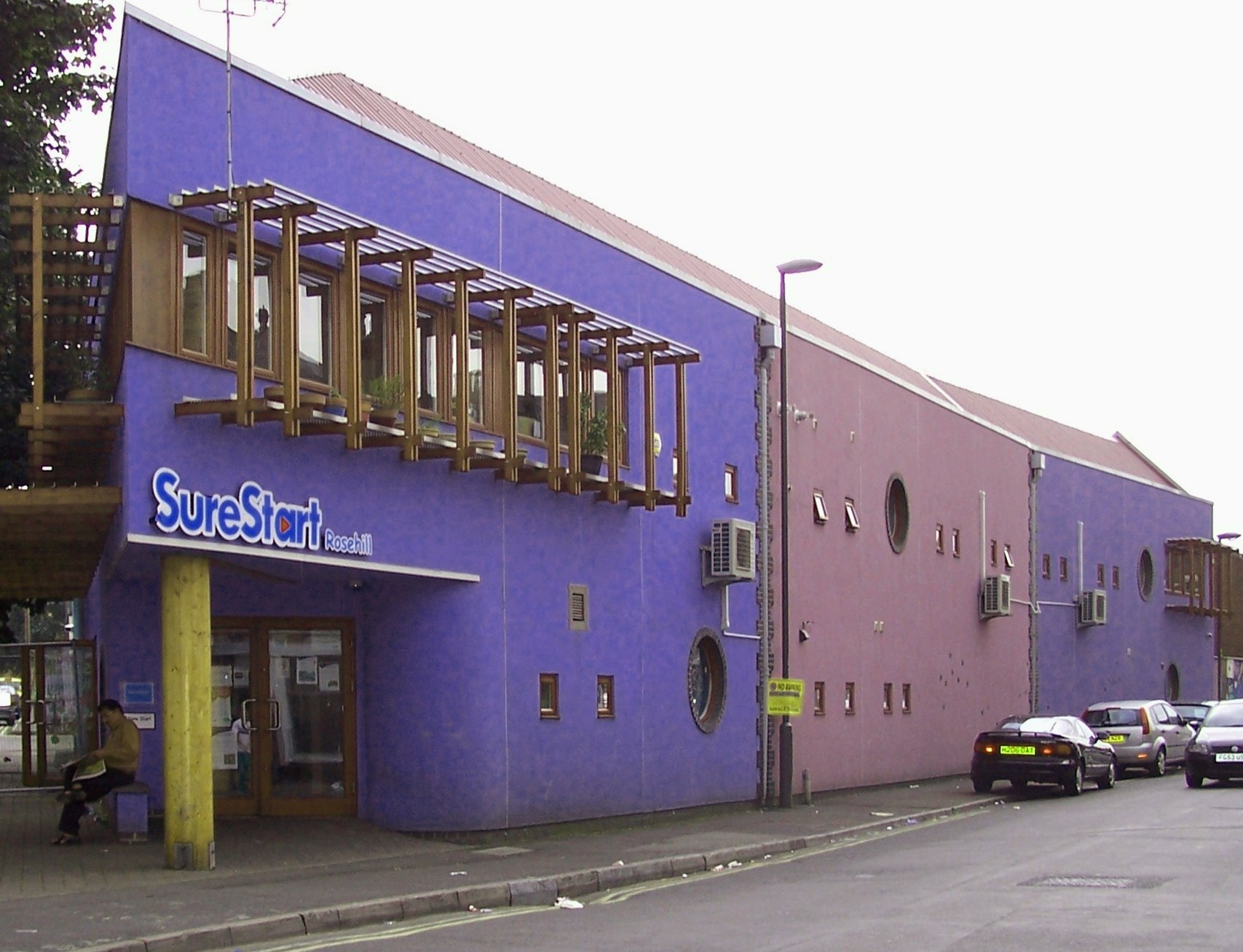
Sure Start, Normanton
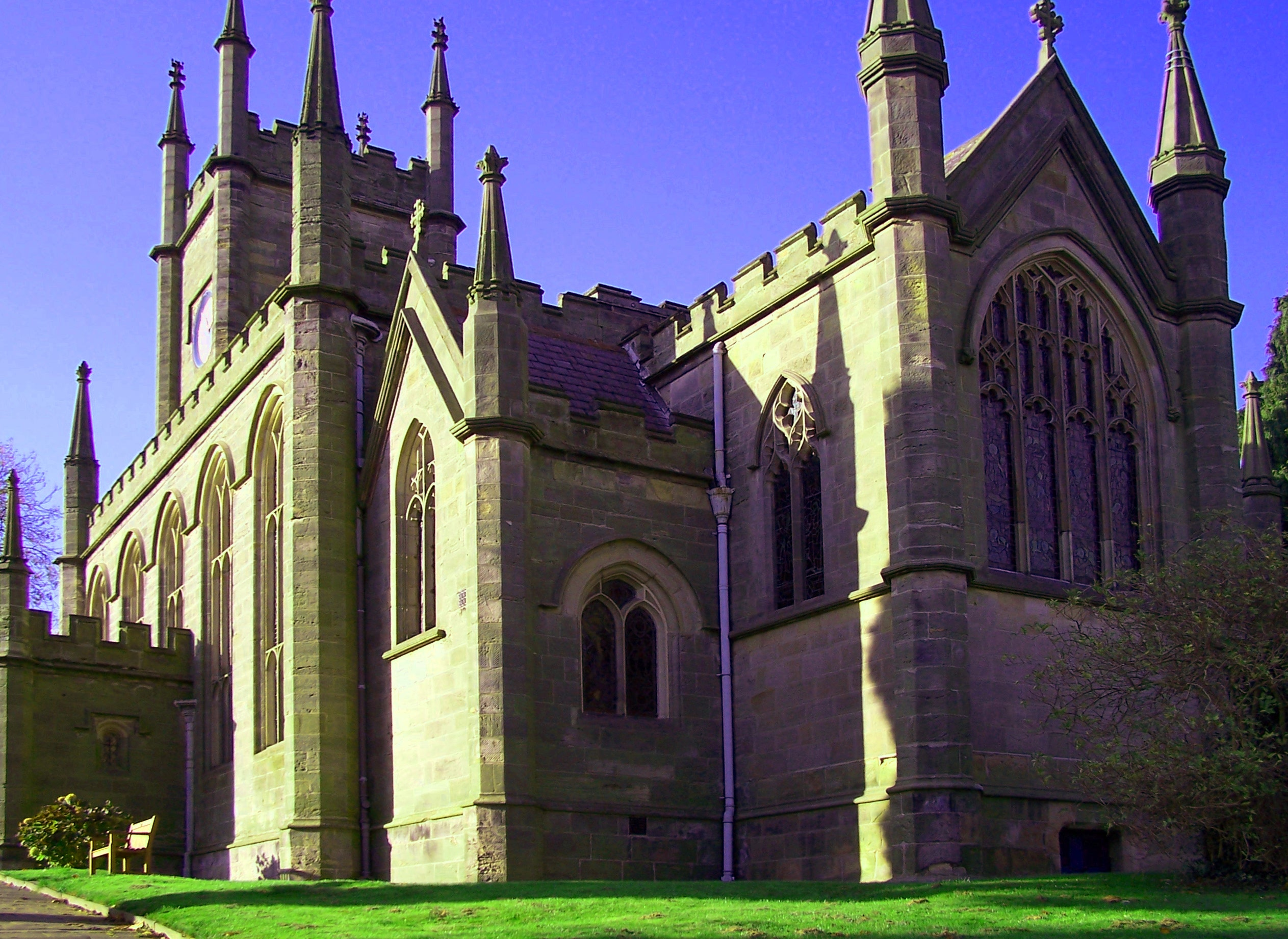
St Matthew’s, Darley Abbey
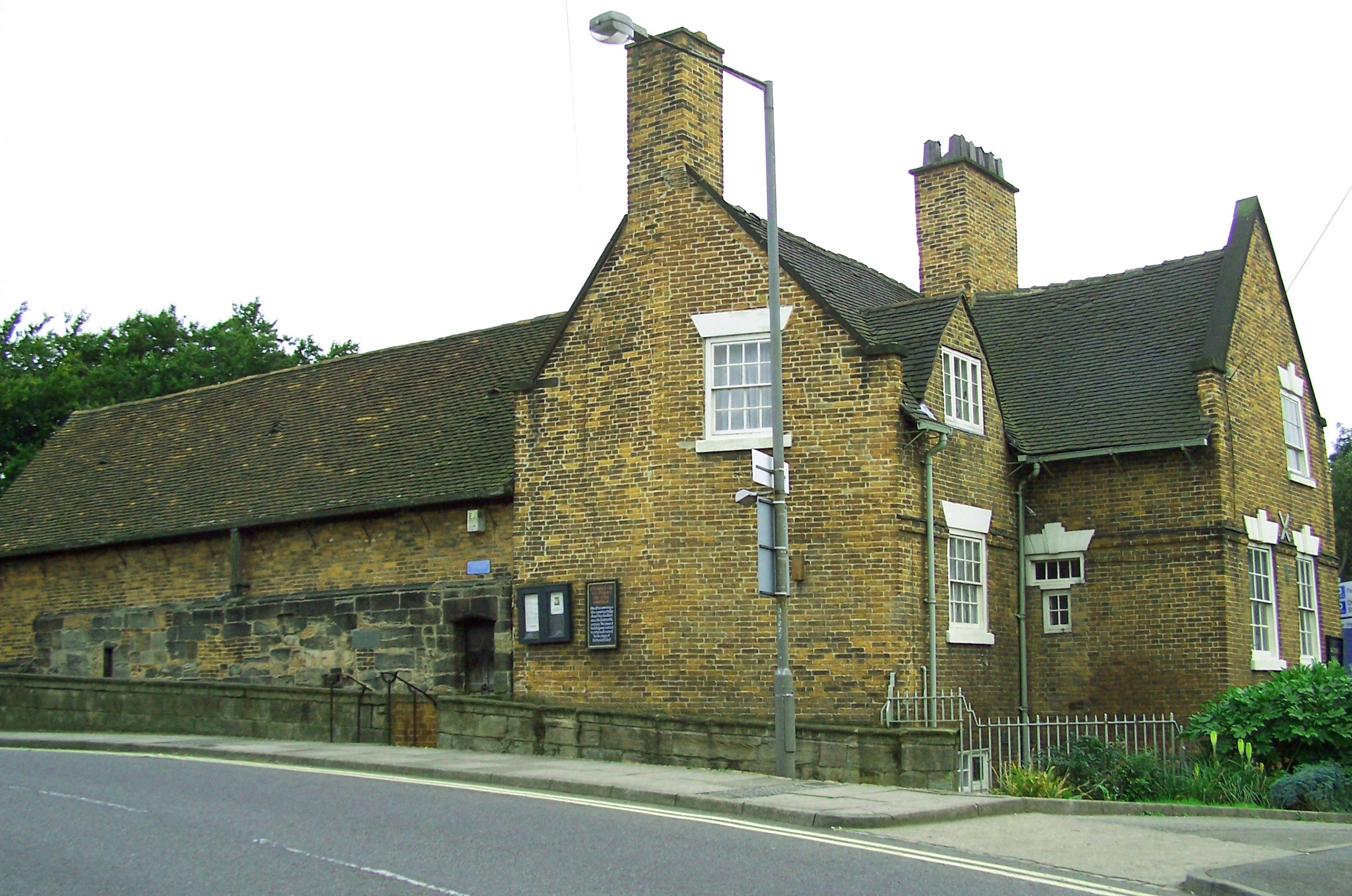
St Mary’s-on-the-Bridge
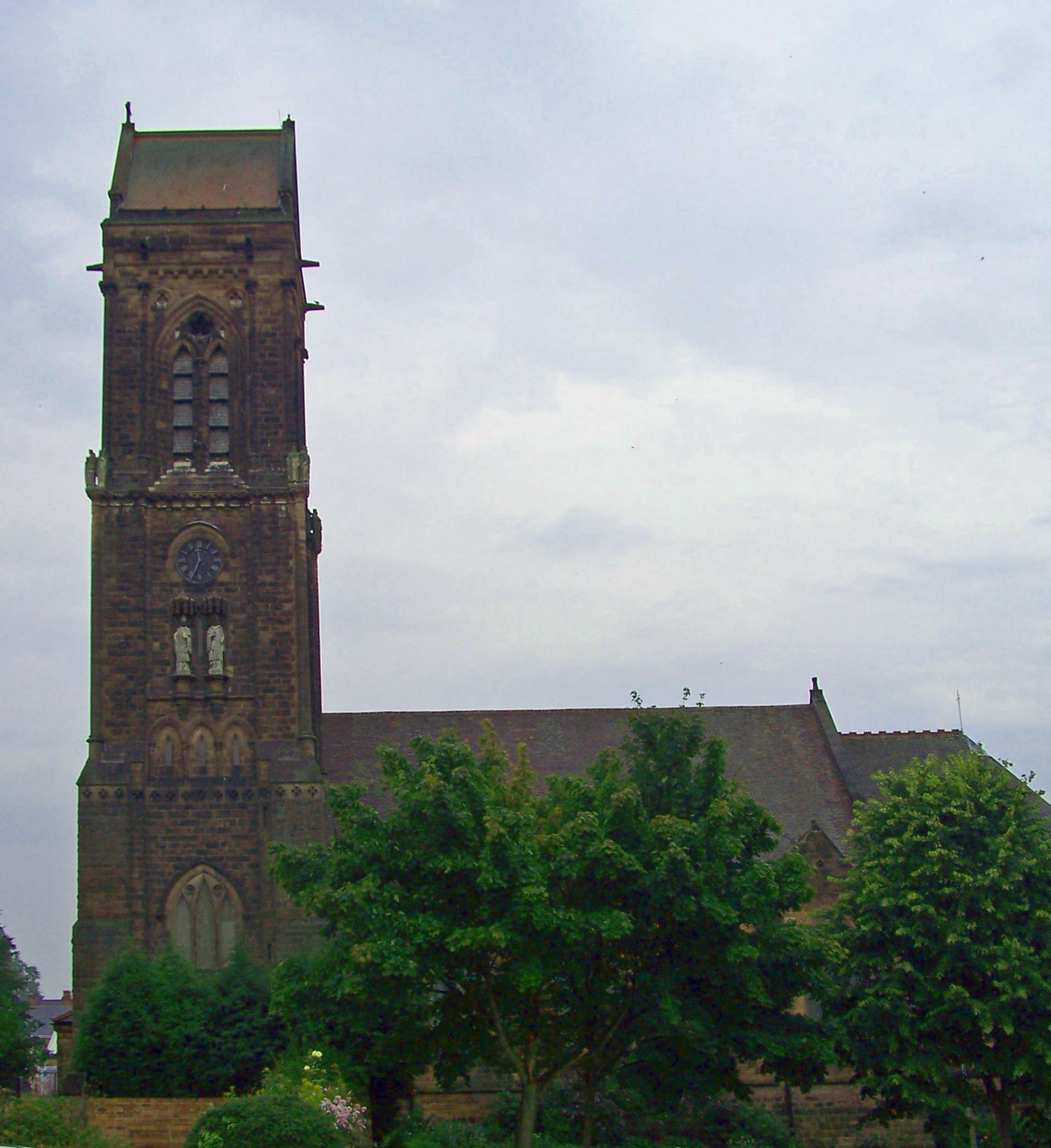
St Luke’s, Stockbrook Street
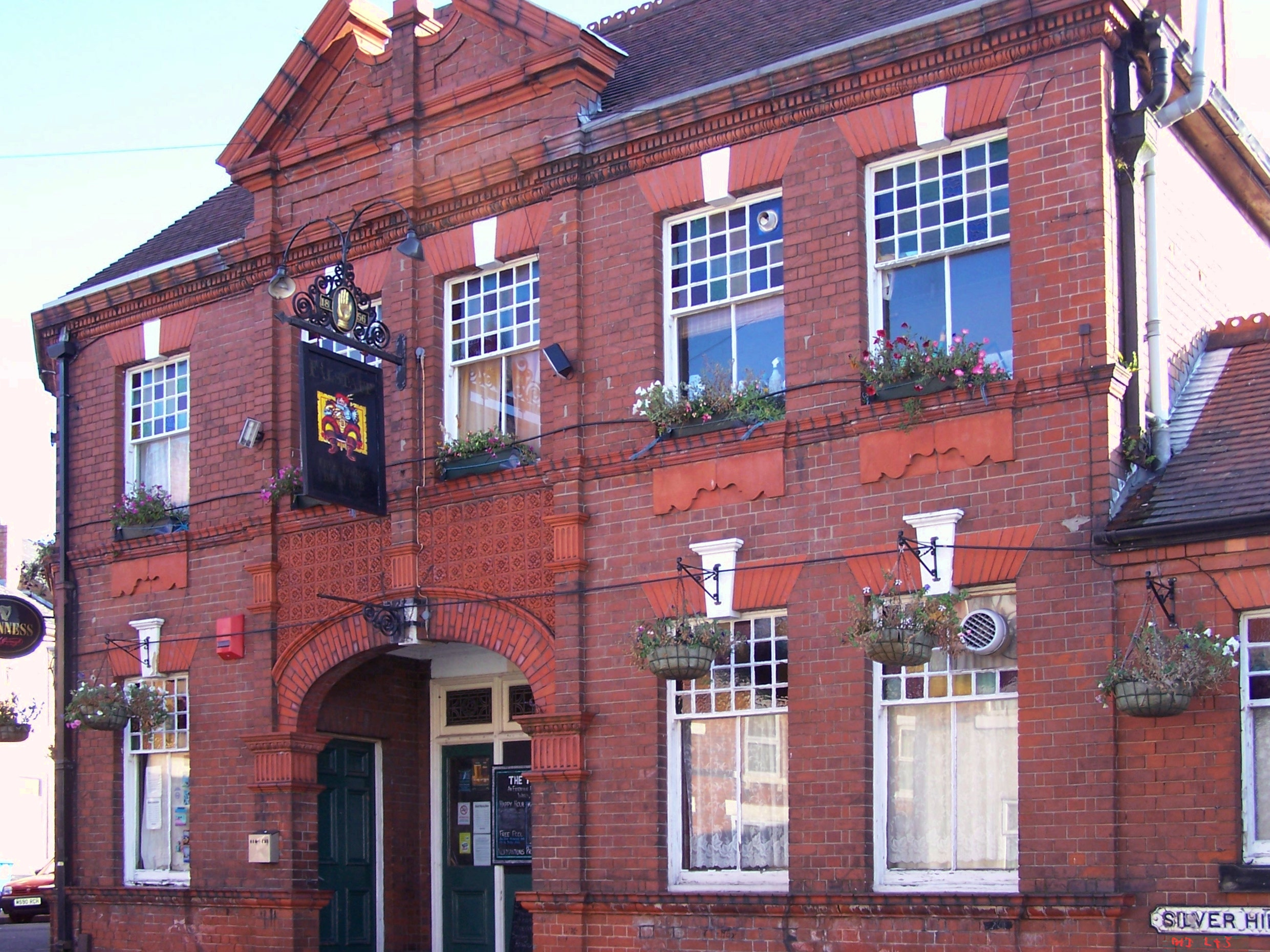
The Falstaff public house, Normanton
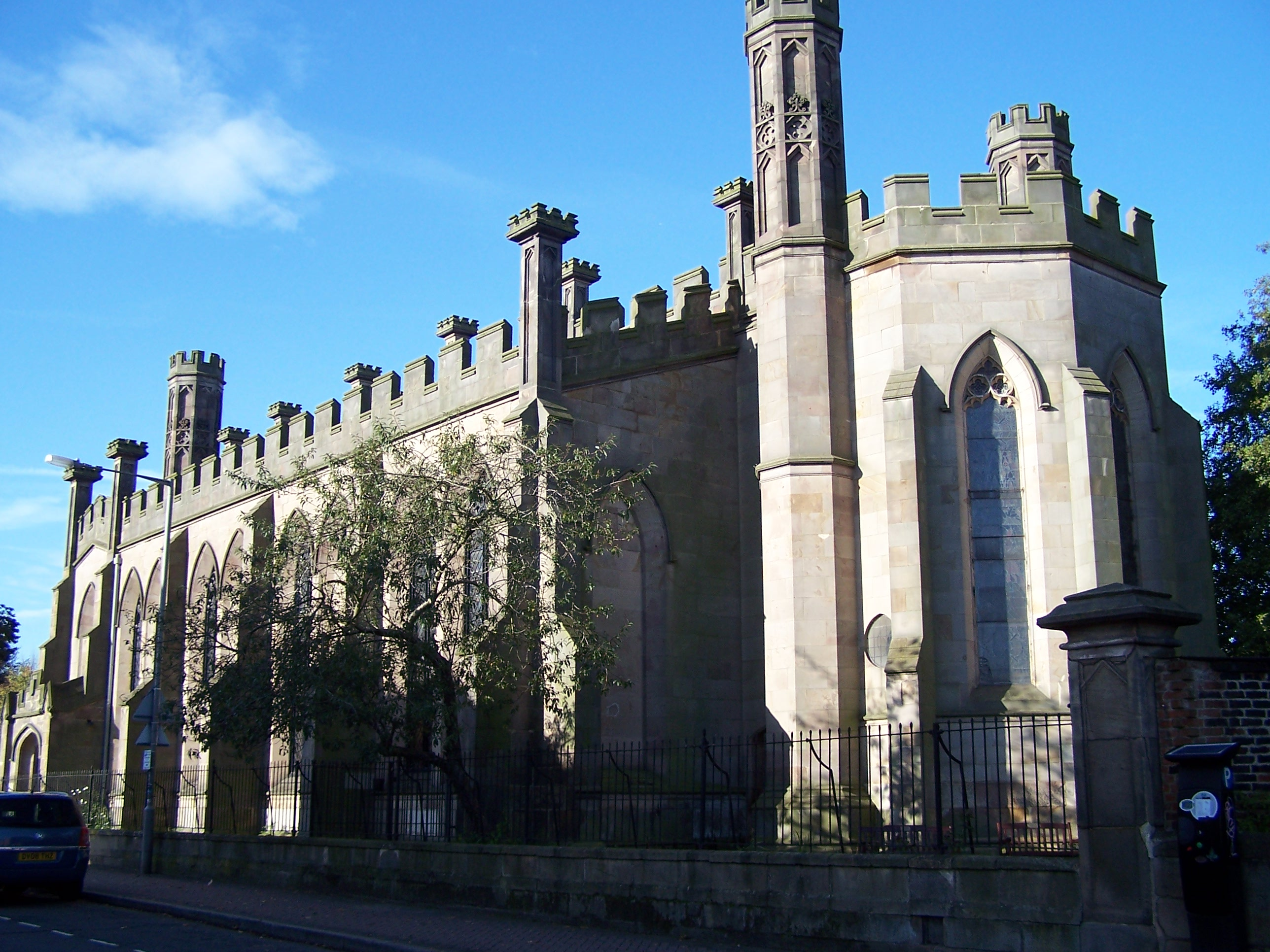
St John’s, Bridge Street
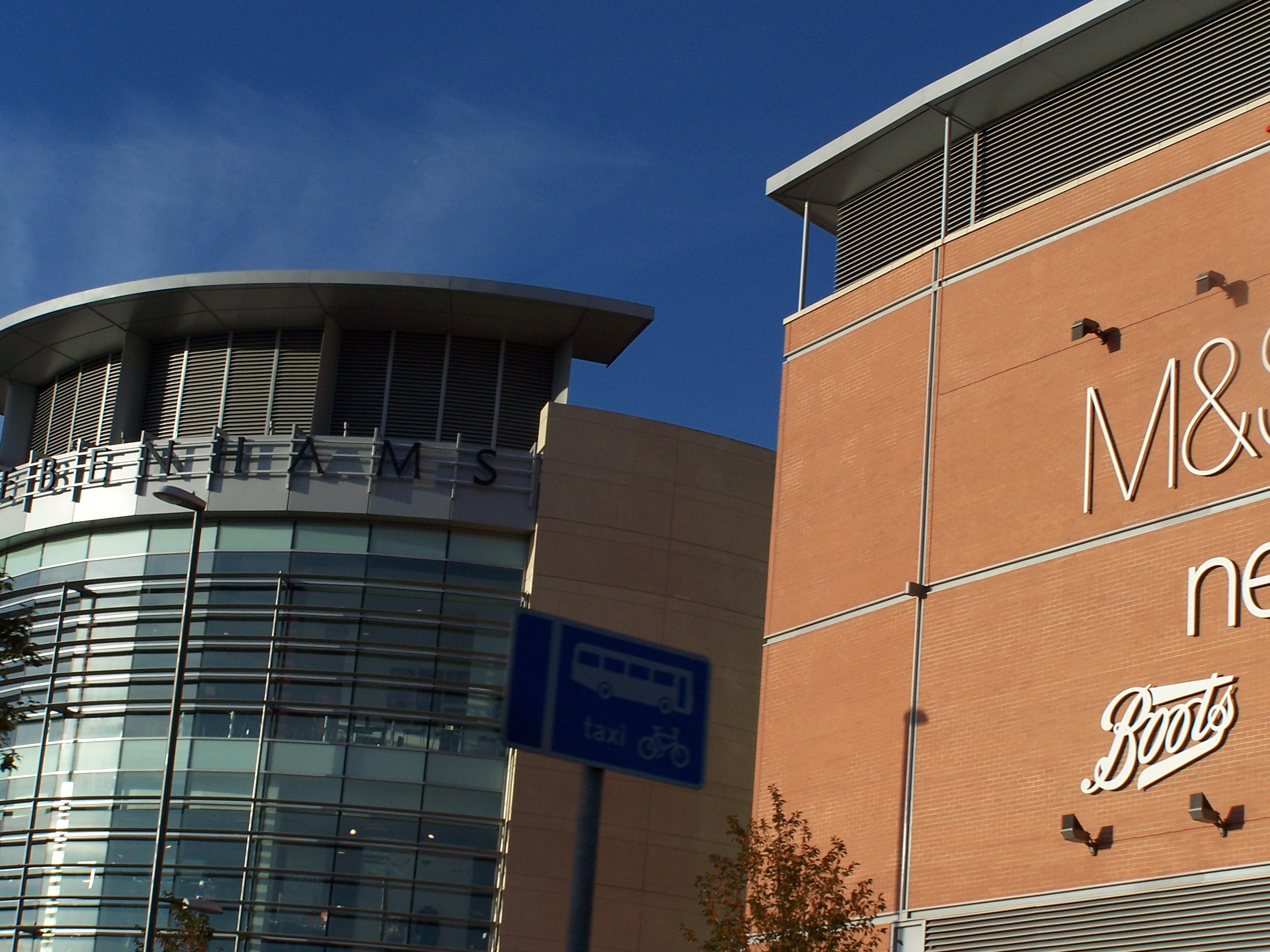
Teil des Westfield Centre
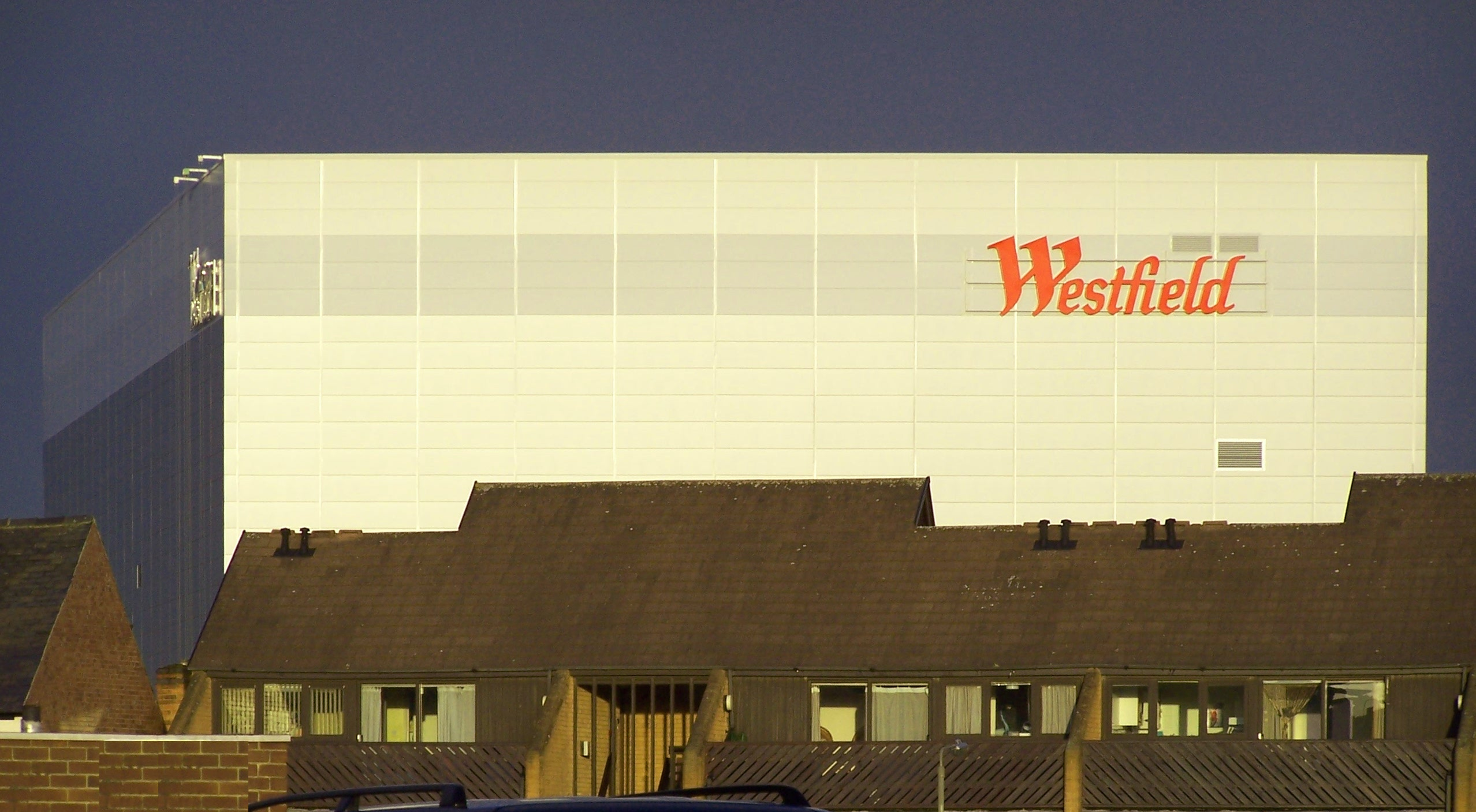
Westfield
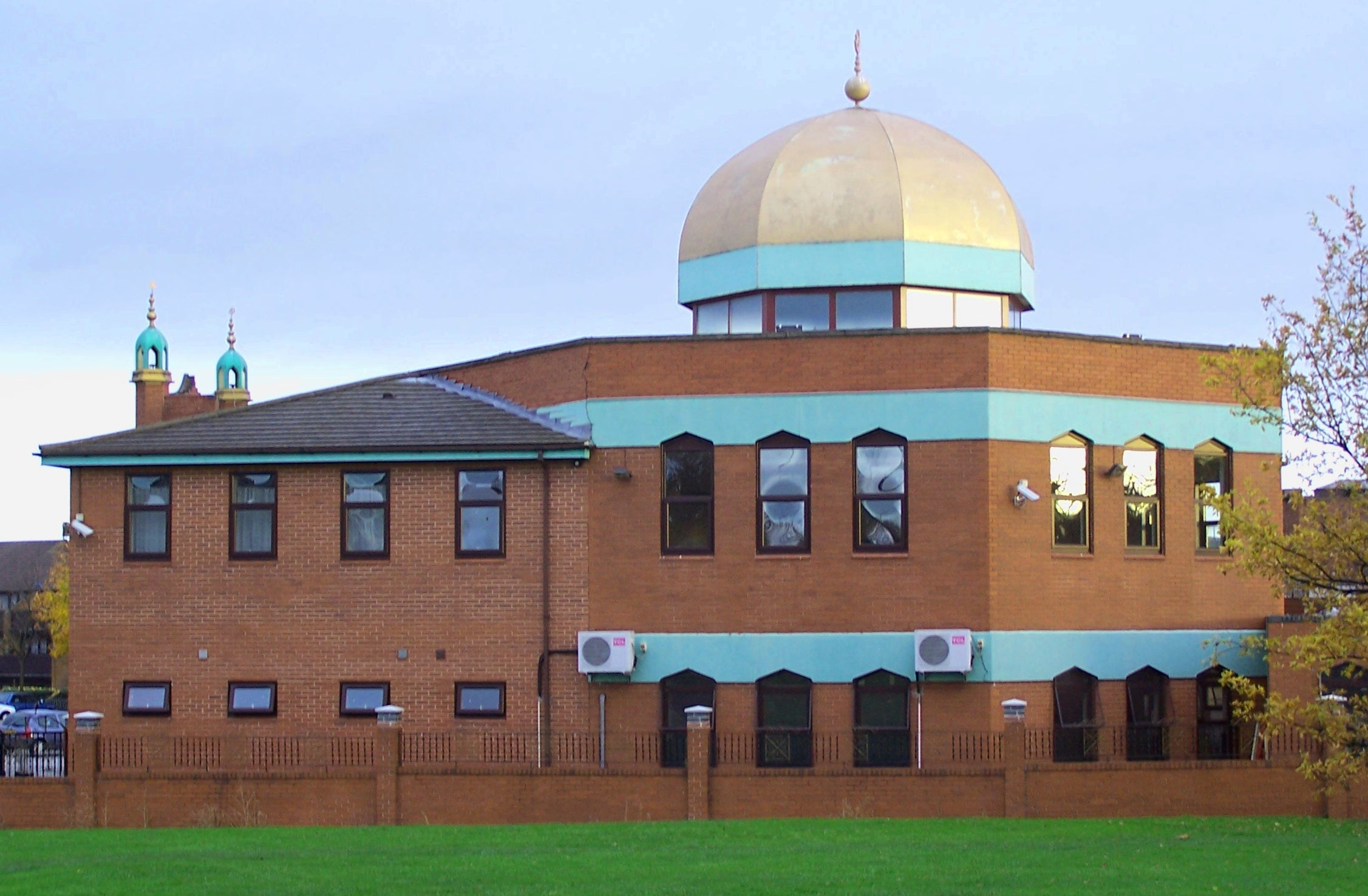
Islamic Centre, Wilmot Street
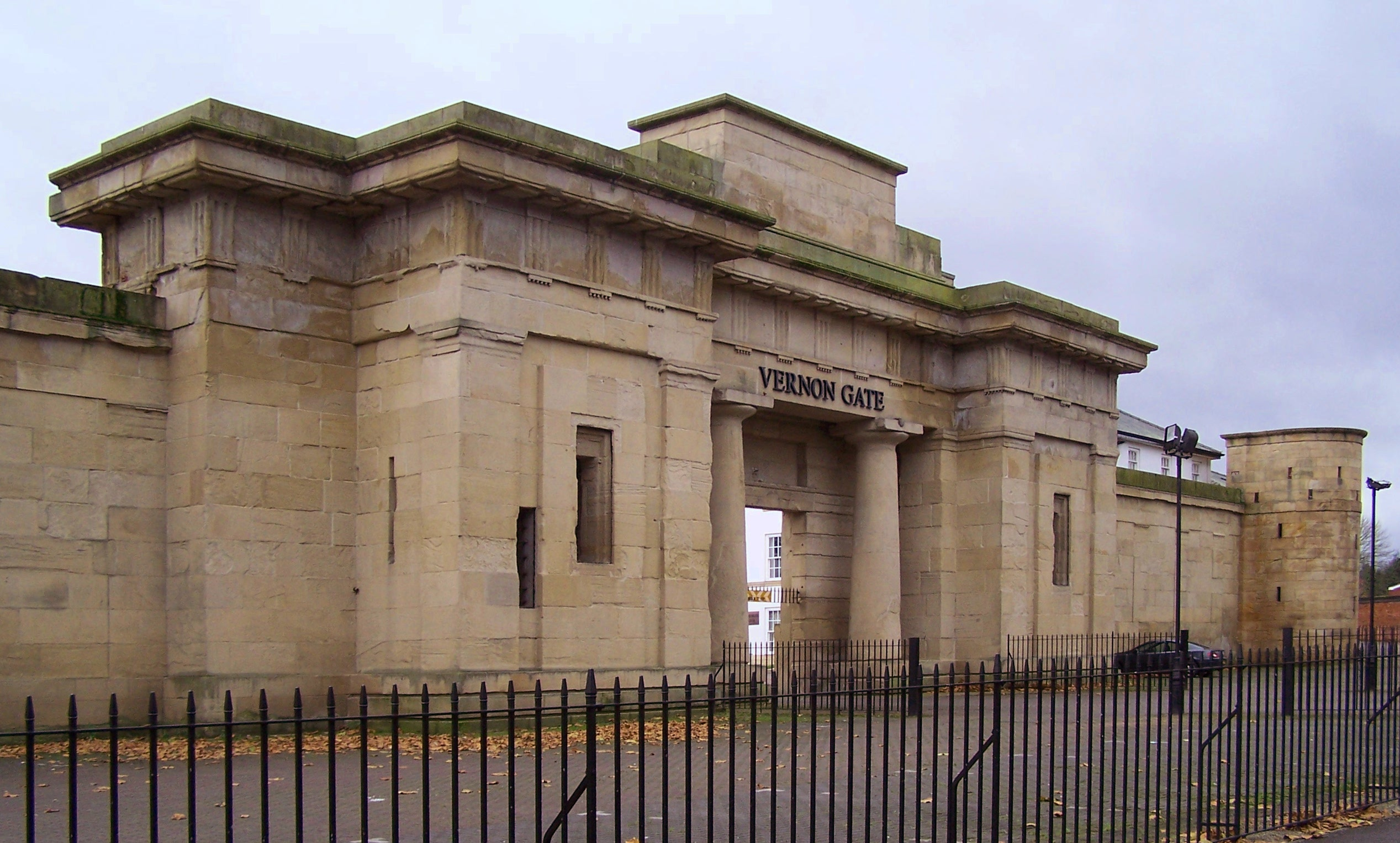
Ehemaliges Gefängnis
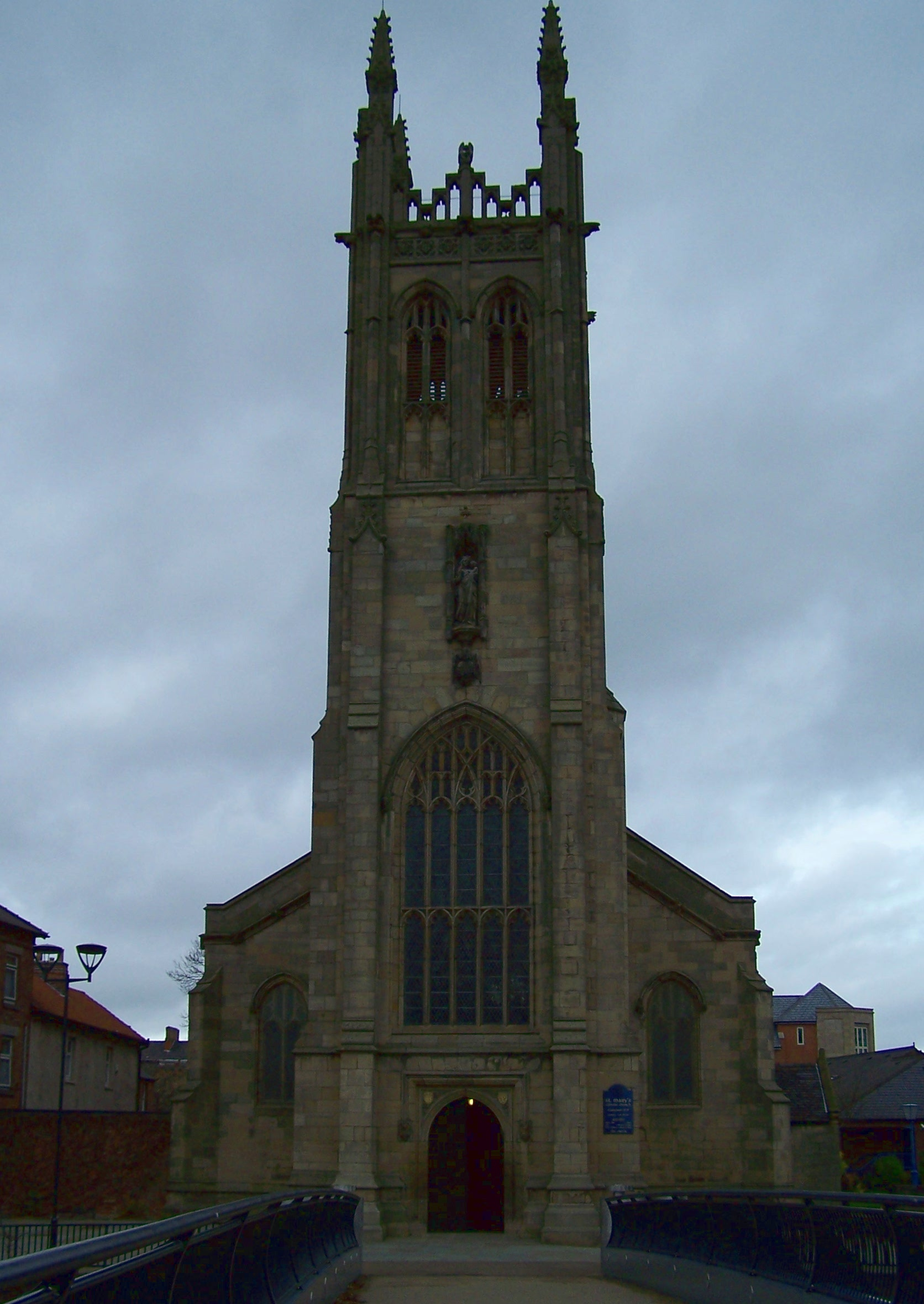
St Mary’s-Kirche
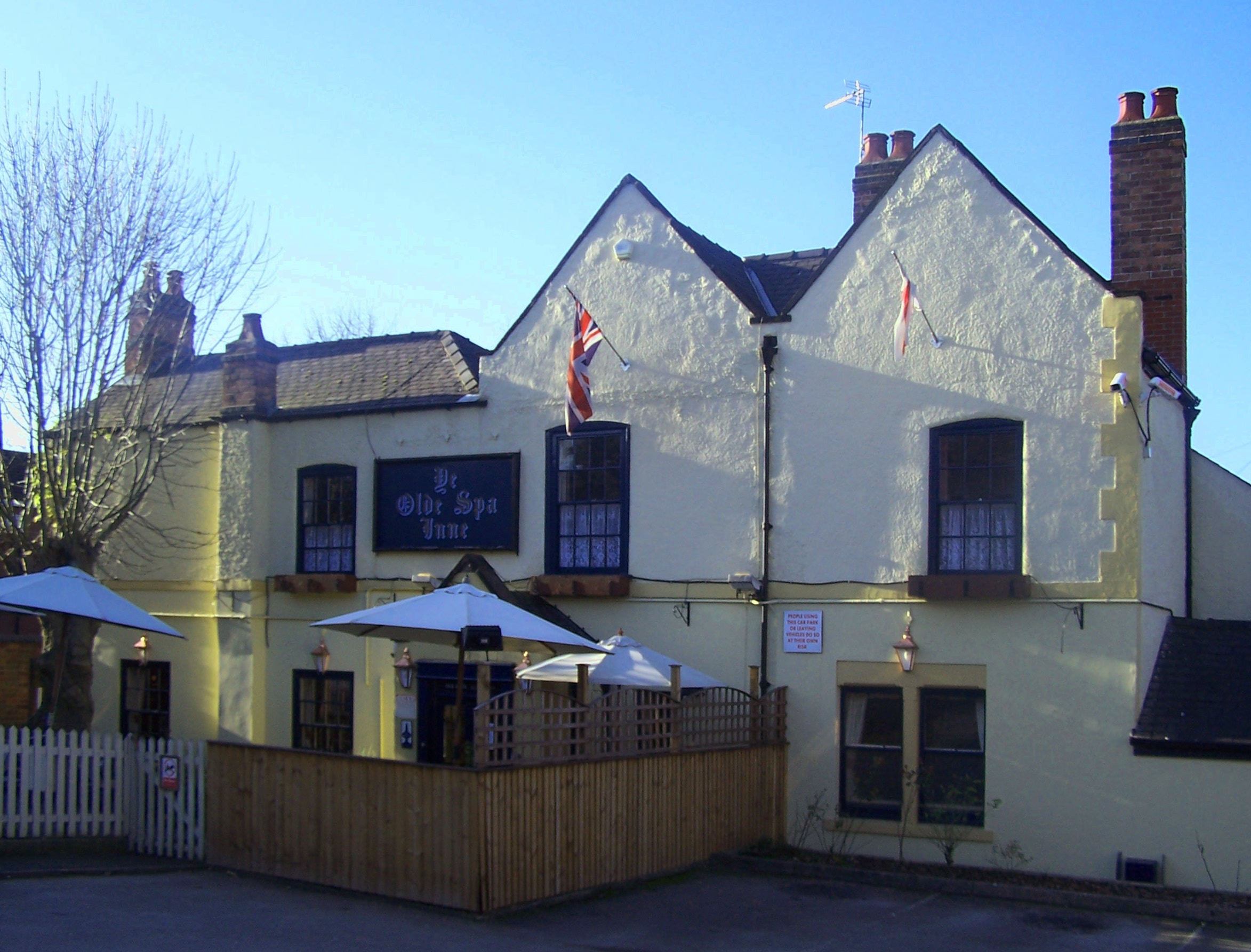
Spa Inn, Abbey Street
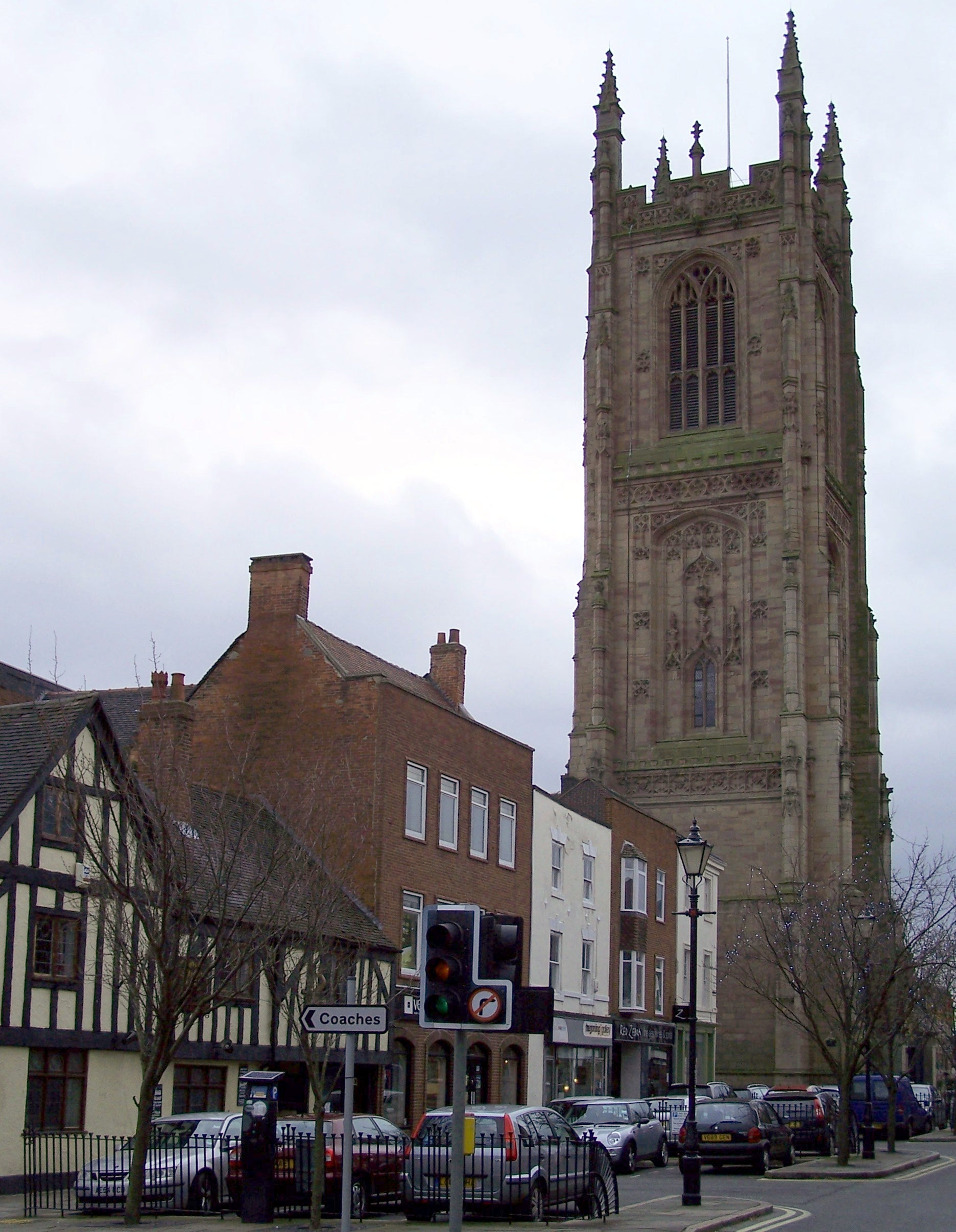
Derby Cathederal und Dolphin Inn
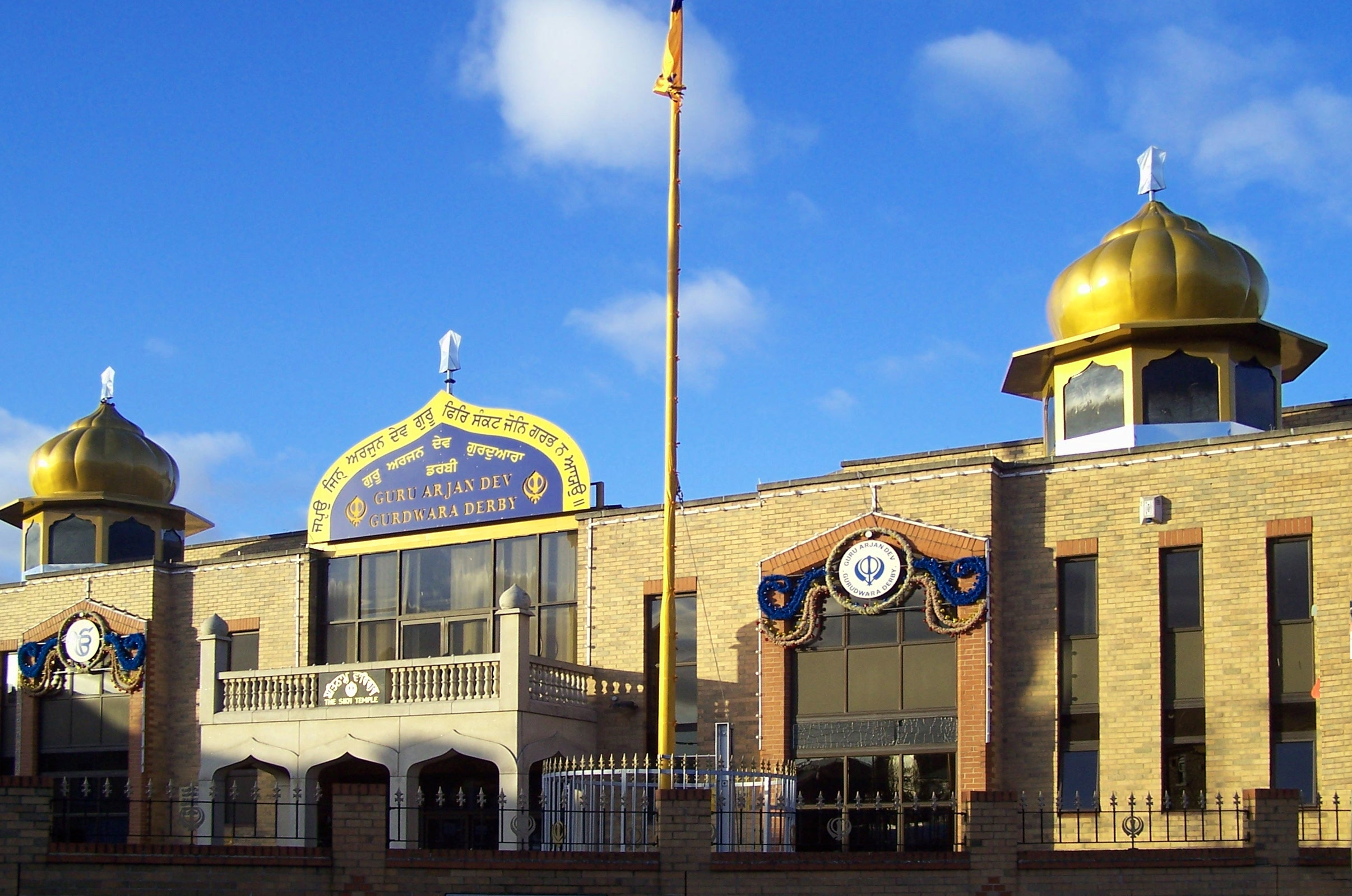
Guru Arjan Dev Gurdwara
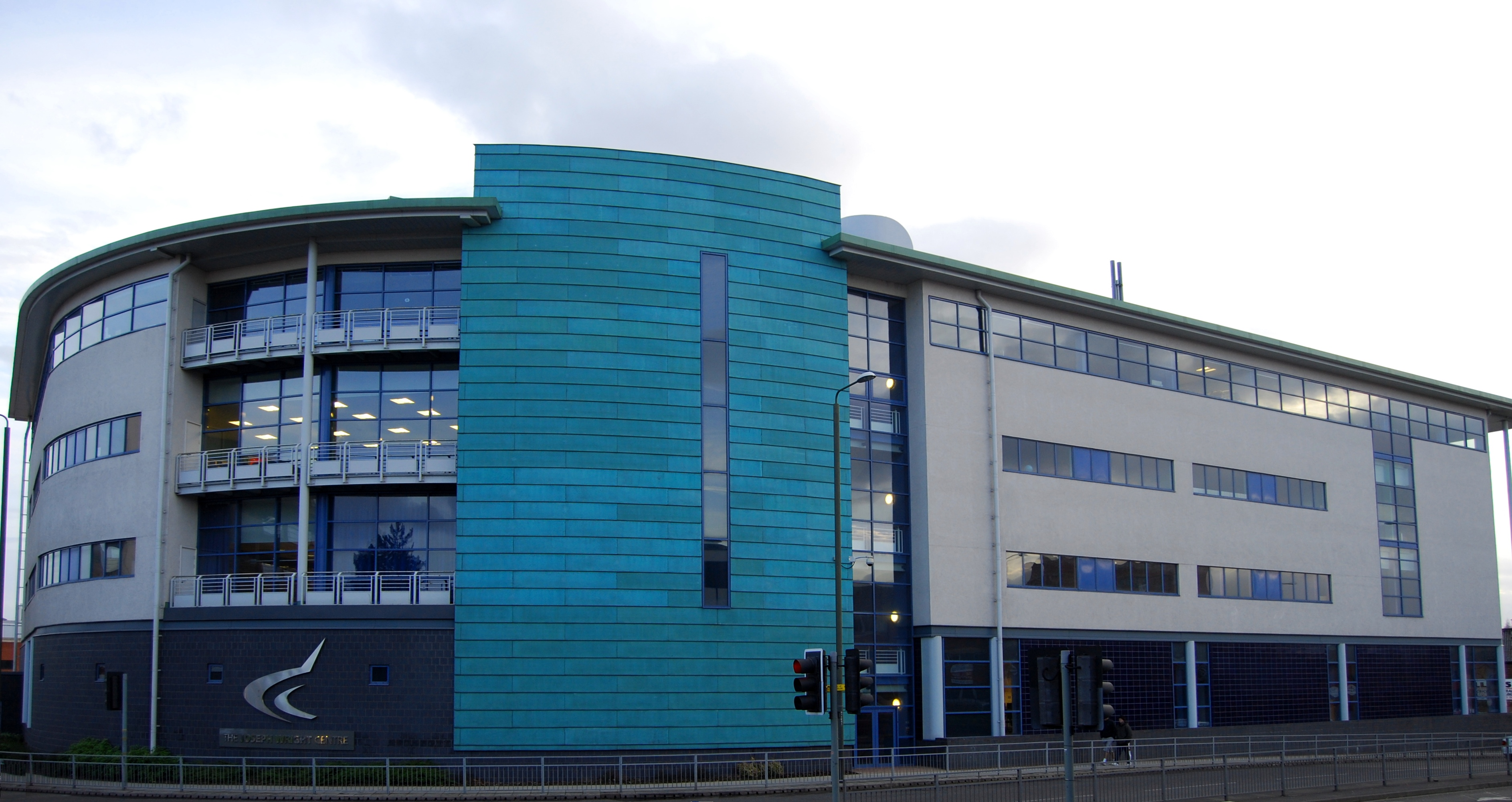
Joseph Wright, St Alkmunds Way
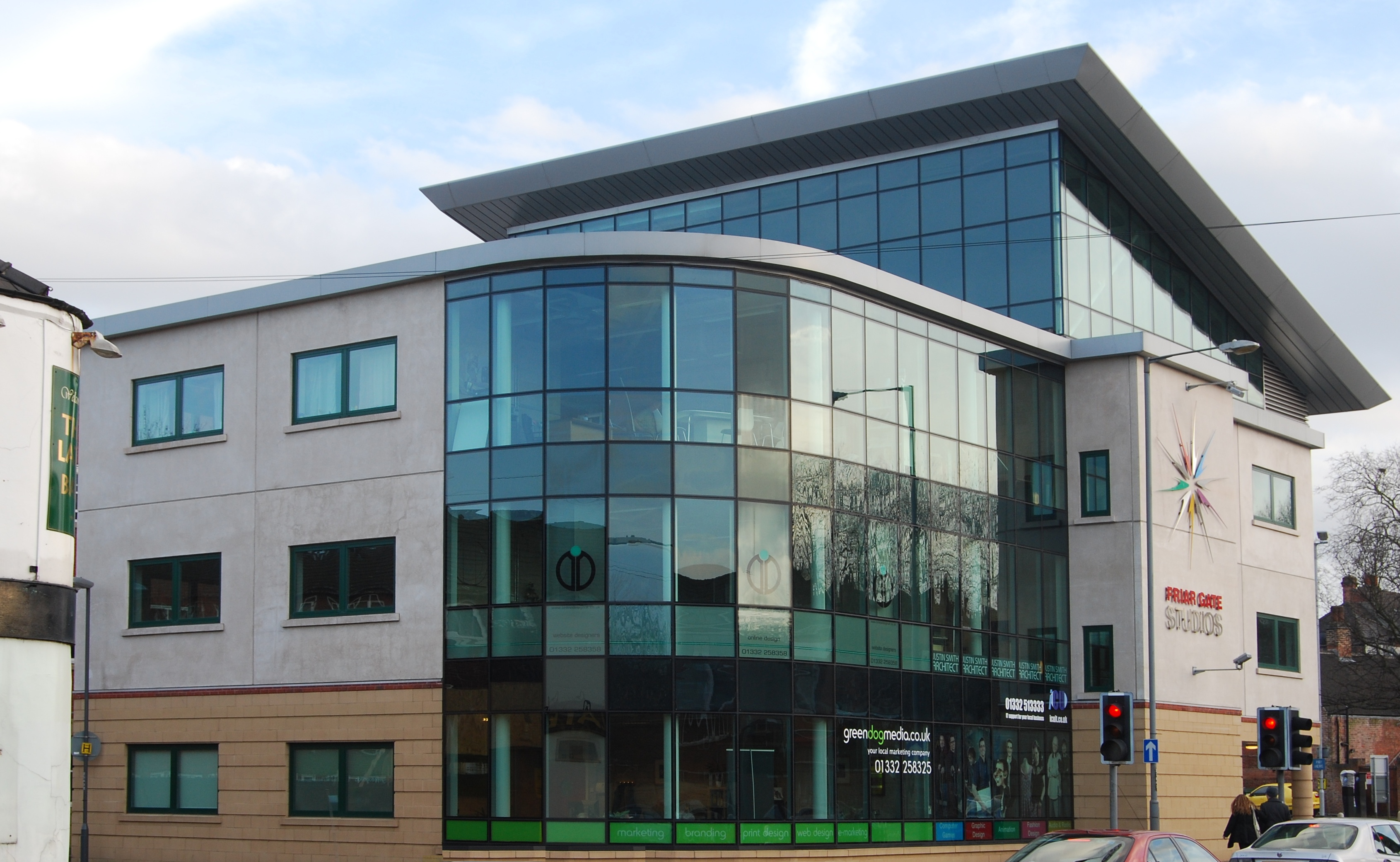
Friar Gate Studios, Ford Street
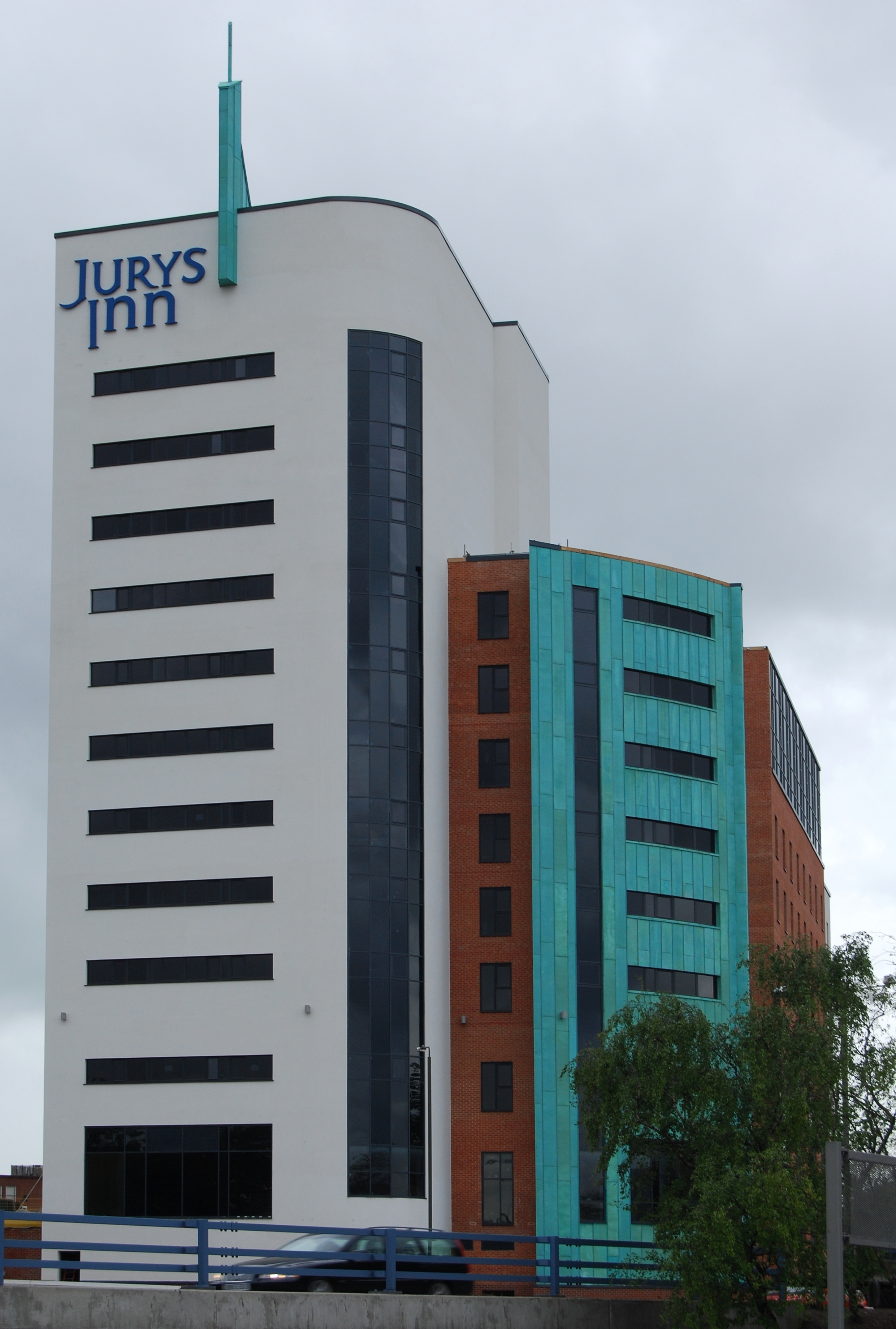
New Jury’s Inn St Alkmond’s Way
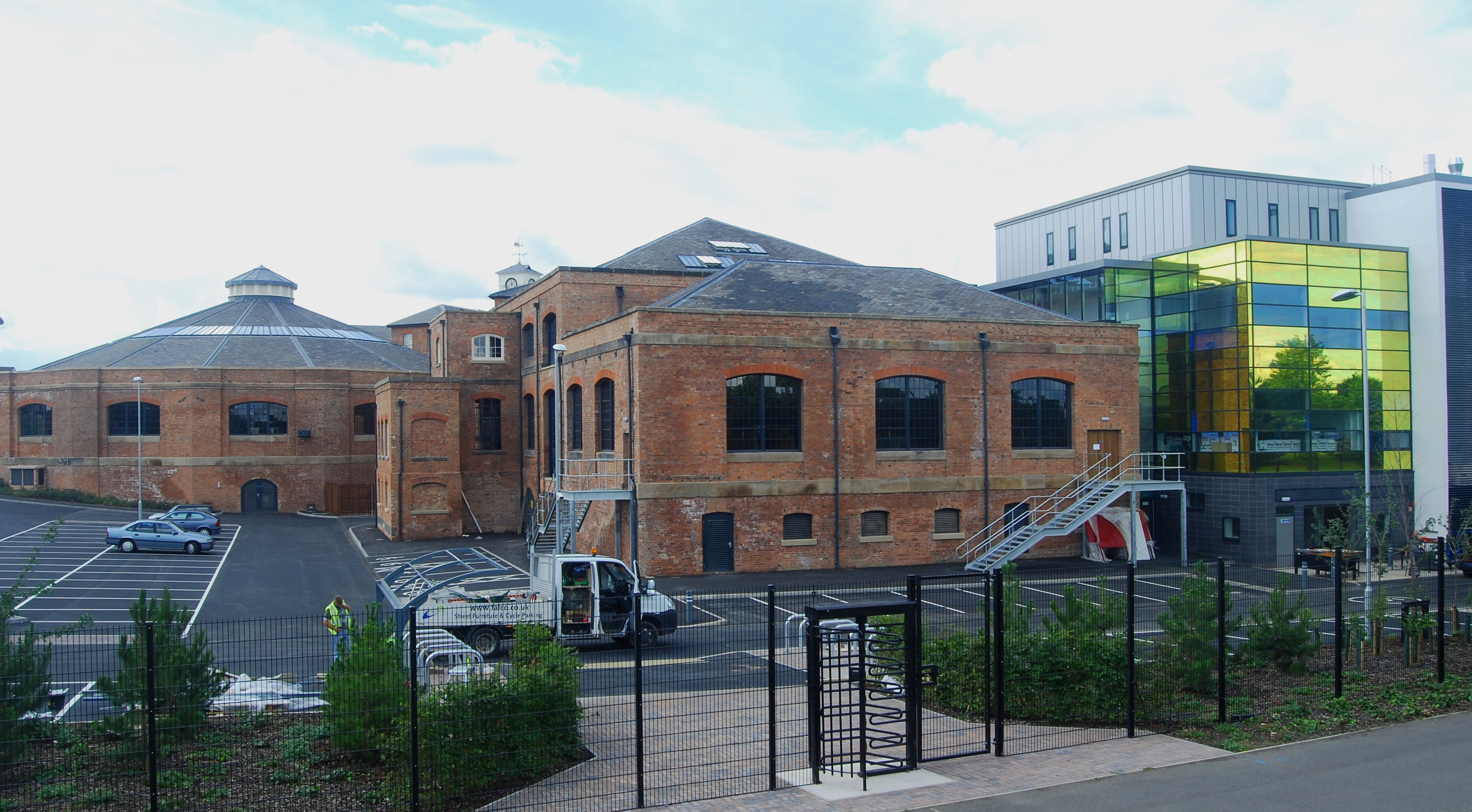
Roundhouse Derby Near Completion
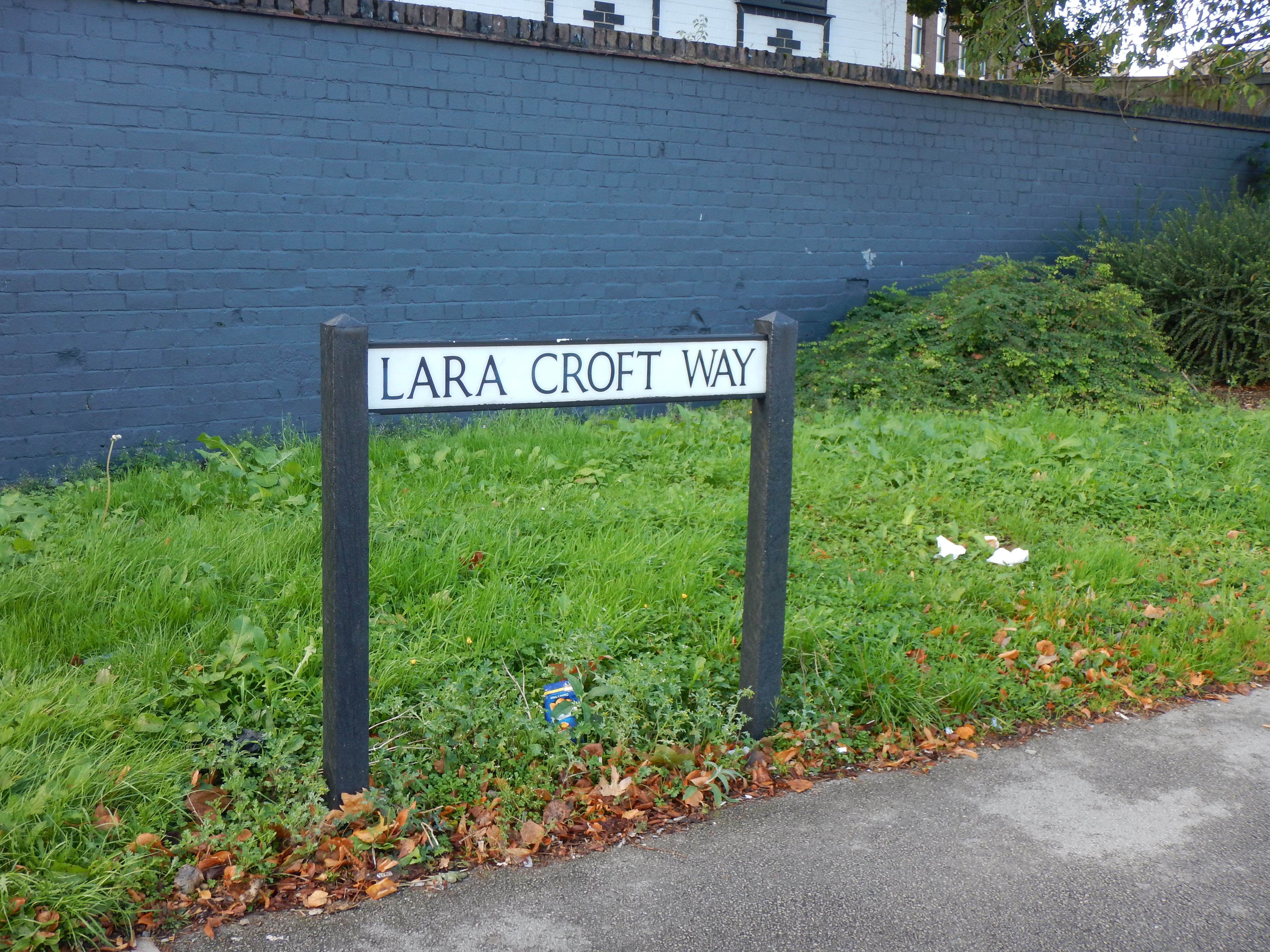
Lara Croft Way